# Киево-Печерская икона Успения Божией Матери
Ки́ево-Пече́рская ико́на Успе́ния Пресвято́й Богоро́дицы — святыня Киево-Печерской лавры. Одна из древнейших явленных икон в Русской православной церкви. Празднование в честь иконы совершается 3 (16) мая и 15 (28) августа. Первообраз утрачен во время Великой Отечественной войны 1941―1945 годов.

## Происхождение
По преданию Киево-Печерской лавры, сама Пресвятая Богородица во Влахернском храме Константинополя вручила икону четырём строителям Успенского собора Киево-Печерской Лавры, которые в 1073 году принесли её преподобным Антонию и Феодосию Печерским. Это предание утвердилось в XVII веке и основано на рассказе из Киево-Печерского патерика (первая треть XIII века), названном «О пришествии мастеров церковных от Царьграда к Антонию и Феодосию». На основании сохранившихся списков, анализ иконографических особенностей икон показал, что они близки к схеме византийских изводов Успения Пресвятой Богородицы XI―начала XII века. Перед одром Божией Матери изображено Евангелие.

## История
В XVII―начале XX веков икона помещалась в Успенском соборе Киево-Печерской лавры над Царскими вратами. По окончании утрени и литургии икону опускали для поклонения богомольцев. К заступничеству Божией Матери через Её икону в Киеве прибегали во время осады Чигирина турками и татарами в 1677 году. Согласно преданию, Петр I молился перед иконой накануне Полтавской битвы и затем приносил перед ней благодарение за дарованную победу. 
Икона пребывала в Успенском соборе до Великой Отечественной войны 1941―1945 годов. В 1942 году во время немецко-фашистской оккупации Киева, икона была передана в Музей западного и восточного искусства. В январе 1944 года Киево-Печерская икона вместе с другими лаврскими иконами была вывезена в Восточную Пруссию, где, по свидетельству очевидцев, погибла с 17 на 18 февраля 1945 года около Кёнигсберга.

## Списки
В собрании Национального Киево-Печерского историко-культурного заповедника находится несколько Киево-Печерский икон Богородицы, самая ранняя из них написана во второй половине XVII века.
Список с древней иконы, датируемый первой половиной XIX века, находится в Крестовоздвиженском храме Киево-Печерской лавры. Образ расположен над Царскими вратами. После каждой Литургии икона, которая также является чудотворной, по древнему обычаю спускается для поклонения.